# Dörfles (Kronach)
Dörfles ist ein Gemeindeteil der Kreisstadt Kronach im oberfränkischen Landkreis Kronach in Bayern.

## Geographie
Das Dorf liegt an der Kronach und am Hainbach, der innerorts als rechter Zufluss in die Kronach mündet. Im Osten gibt es einen Straßenanschnitt, der als Geotop ausgezeichnet ist, und eine Motocross-Strecke. Die Staatsstraße 2200 führt nach Kronach zur Bundesstraße 173/303 (3,1 km südlich) bzw. nach Friesen (1,5 km nordöstlich). Ein Anliegerweg verbindet mit Rosenhof (0,7 km südwestlich).

## Geschichte
Gegen Ende des 18. Jahrhunderts bestand Dörfles aus 17 Anwesen (1 Sölde, 7 Tropfsölden, 1 Tropfhaus, 6 Häuser, 2 halbe Häuser). Das Hochgericht übte das bambergische Centamt Kronach aus. Die Dorf- und Gemeindeherrschaft sowie die Grundherrschaft über sämtliche Anwesen hatte die Stadt Kronach. Außerdem gab es ein Gemeindehirtenhaus und Schulhaus.
Dörfles kam durch den Reichsdeputationshauptschluss im Jahr 1803 zum Kurfürstentum Bayern. Mit dem Gemeindeedikt wurde Dörfles dem 1808 gebildeten Steuerdistrikt Friesen zugewiesen. Infolge des Zweiten Gemeindeedikts von 1818 entstand die Ruralgemeinde Dörfles, zu der Rosenhof gehörte. Sie war in Verwaltung und Gerichtsbarkeit dem Landgericht Kronach zugeordnet und in der Finanzverwaltung dem Rentamt Kronach, 1919 in Finanzamt Kronach umbenannt. Ab 1862 gehörte Dörfles zum Bezirksamt Kronach, 1939 in Landkreis Kronach umbenannt. Die Gerichtsbarkeit blieb beim Landgericht Kronach, 1879 in Amtsgericht Kronach umbenannt. Die Gemeinde hatte eine Fläche von 2,229 km².
Im Zuge der Gebietsreform in Bayern wurde die Gemeinde Dörfles am 1. Januar 1978 in Kronach eingegliedert.

### Baudenkmäler

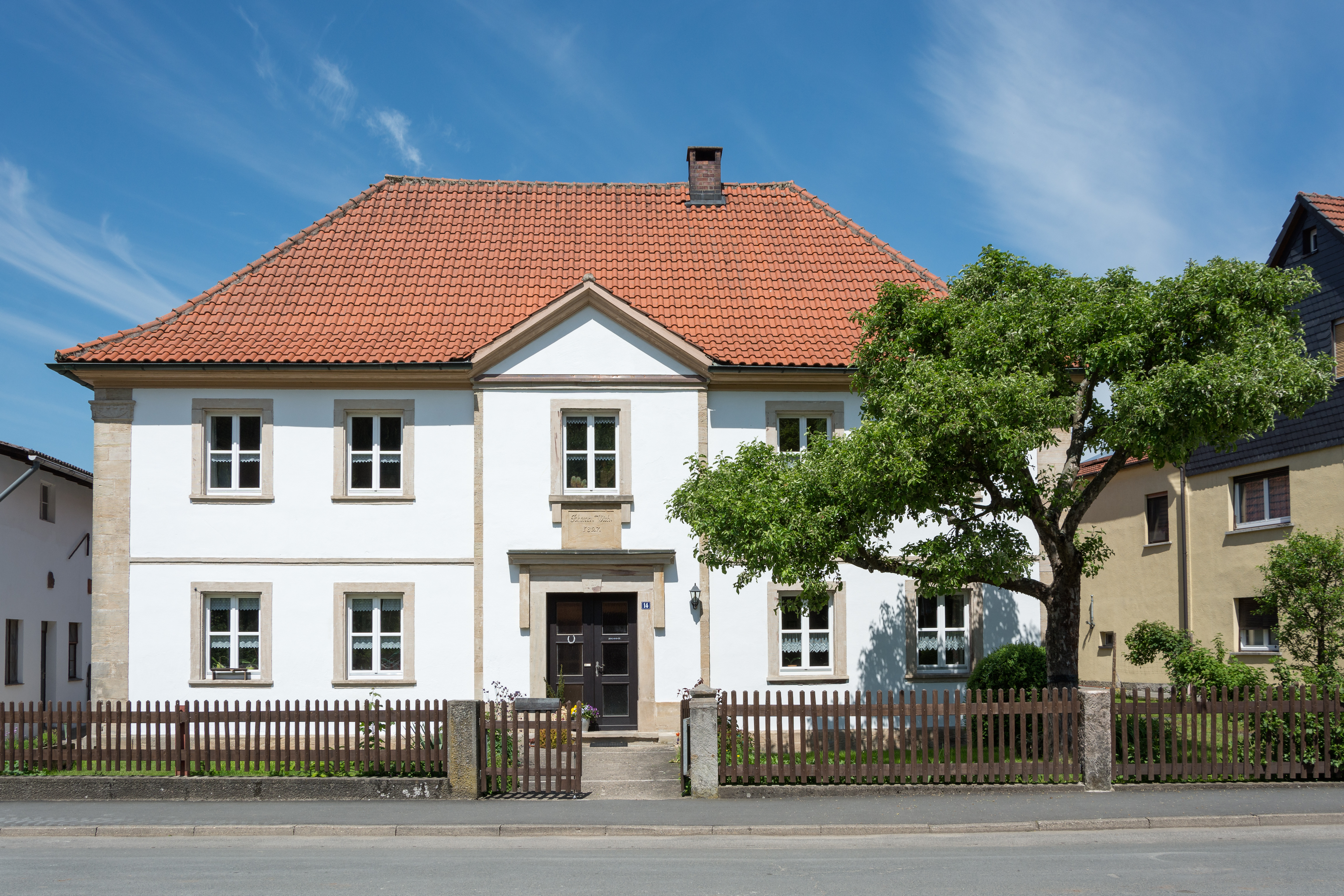
Denkmalgeschütztes Gebäude Dörfles 14

In Dörfles gibt es neun Baudenkmäler:
- Die katholische Kapelle St. Joseph ist ein dreiseitig geschlossener Satteldachbau mit Dachreiter und Schieferdeckung. Der neugotische Bau aus dem Jahr 1883 musste 1972 dem Neubau des Jugendheims weichen; sie wurde 1974 etwa 20 Meter nördlich des alten Standortes neu errichtet.
- Die Wegkapelle, am Fußweg nach Kronach, etwa 100 m östlich des Ortes gelegen, erbaut 1777, ist ein Sandsteinquaderbau mit Satteldach. Beim Ausbau der Staatsstraße 2200 wurde die Kapelle vom ursprünglichen Standort südlich des Ortes um etwa 300 Meter versetzt.
- Das Wohnstallhaus (Am Kalkwerk 3/5) aus dem Jahr 1828 ist ein eingeschossiges, traufständiges Doppelhaus mit Walmdach, der Stallteil in hohem Sockelgeschoss.
- Das Wohnhaus (Dörfles 14) aus dem Jahr 1827 ist ein zweigeschossiger Walmdachbau mit Sandsteingliederung und übergiebeltem Mittelrisalit.
- Fünf Bildstöcke

Die folgenden Häuser listete Tilmann Breuer in dem Buch Landkreis Kronach von 1964 mit ihren ursprünglichen Hausnummern auch als Kunstdenkmäler auf. Sie werden in der Denkmalschutzliste nicht geführt, da sie entweder nicht aufgenommen, abgerissen oder stark verändert wurden.
- Haus Nr. 06: Hausfigur. Glosberger Muttergottes, 18. Jahrhundert.[8]
- Haus Nr. 16: Eingeschossiger Satteldachbau, verputzt mit Eckpilastern, der Scheitelstein der Haustür bezeichnet „1832“, über dem Türsturz die Inschrift „Hanna“.[8]

### Einwohnerentwicklung
Gemeinde Dörfles
| Jahr      | 1818  | 1840   | 1852   | 1855   | 1861   | 1867   | 1871   | 1875   | 1880   | 1885   | 1890   | 1895   | 1900   | 1905   | 1910   | 1919   | 1925   | 1933   | 1939   | 1946   | 1950   | 1952   | 1961  | 1970   |
| Einwohner | 99    | 113    | 140    | 135    | 137    | 126    | 146    | 161    | 167    | 179    | 170    | 150    | 165    | 182    | 206    | 184    | 197    | 207    | 208    | 254    | 272    | 296    | 314   | 363    |
| Häuser    | 17    |        |        |        |        |        | 21     |        |        | 22     | 24     |        | 25     |        |        |        | 31     |        |        |        | 45     |        | 60    |        |
| Quelle    | [ 5 ] | [ 10 ] | [ 10 ] | [ 10 ] | [ 11 ] | [ 12 ] | [ 13 ] | [ 14 ] | [ 15 ] | [ 16 ] | [ 17 ] | [ 10 ] | [ 18 ] | [ 10 ] | [ 19 ] | [ 10 ] | [ 20 ] | [ 10 ] | [ 10 ] | [ 10 ] | [ 21 ] | [ 10 ] | [ 6 ] | [ 22 ] |

Ort Dörfles
| Jahr      | 001818 | 001861 | 001871 | 001885 | 001900 | 001925 | 001950 | 001961 | 001970 | 001987 |
| Einwohner | 87     | 129    | 129    | 166    | 158    | 188    | 257    | 305    | 348    | 448    |
| Häuser    | 15     |        |        | 20     | 23     | 30     | 42     | 56     |        | 114    |
| Quelle    | [ 5 ]  | [ 11 ] | [ 13 ] | [ 16 ] | [ 18 ] | [ 20 ] | [ 21 ] | [ 6 ]  | [ 22 ] | [ 1 ]  |

## Religion
Der Ort ist römisch-katholisch geprägt und nach St. Johannes der Täufer in Kronach gepfarrt.